# Anisodes alienaria
Anisodes alienaria är en fjärilsart som beskrevs av Walker 1862. Anisodes alienaria ingår i släktet Anisodes och familjen mätare. Inga underarter finns listade i Catalogue of Life.